# (7755) Haute-Provence
(7755) Haute-Provence est un astéroïde de la ceinture principale.

## Description
(7755) Haute-Provence est un astéroïde de la ceinture principale. Il fut découvert par Eric Walter Elst le 28 décembre 1989 à l'observatoire de Haute-Provence. Il présente une orbite caractérisée par un demi-grand axe de 3,14 UA, une excentricité de 0,119 et une inclinaison de 2,607° par rapport à l'écliptique.
Il fut nommé d'après la région française de Haute-Provence.

## Compléments